# Kärntner Liga
Die Kärntner Liga ist die vierthöchste Spielklasse im Fußball-Ligensystem in Österreich für die Vereine auf dem Gebiet des Bundeslandes Kärnten und der Region Osttirol, die im Kärntner Fußballverband (KFV) organisiert sind. Unterhalb der Kärntner Landesliga existiert die zweigleisige Unterliga.

## Geschichte
Anfänge bis zum Zweiten Weltkrieg (1. Spielklasse in Kärnten)
| Saison                              | Meister                                  |
| 1. Klasse Kärnten                   | 1. Klasse Kärnten                        |
| ----------------------------------- | ---------------------------------------- |
| 1922                                | Klagenfurter AC                          |
| 1923                                | Villacher SV                             |
| 1924                                | Klagenfurter AC                          |
| 1924/25                             | Klagenfurter SV                          |
| 1925/26                             | Kaufmännischer Amateur-SK                |
| 1926/27                             | Villacher SV                             |
| 1927/28                             | SK Austria Klagenfurt                    |
| 1928/29                             | Klagenfurter AC                          |
| 1929/30                             | SK Austria Klagenfurt                    |
| 1930/31                             | SK Austria Klagenfurt                    |
| 1931/32                             | SK Austria Klagenfurt                    |
| 1932/33                             | SK Austria Klagenfurt                    |
| 1933/34                             | SK Austria Klagenfurt                    |
| 1934/35                             | SK Austria Klagenfurt                    |
| 1935/36                             | SK Austria Klagenfurt                    |
| 1936/37                             | Klagenfurter AC                          |
| 1937/38 K1                          | Abbruch der Meisterschaft, keine Details |
| K1 Meisterschaft wurde abgebrochen. |                                          |

Die erste Meisterschaft in Kärnten wurde 1922 in zwei Gruppen abgehalten. In Gruppe A waren Villacher SV, Kaufmännischer SK Klagenfurt, Amateur-SK Klagenfurt, Klagenfurter SV und Deutscher SK Villach, in Gruppe B, AAK Villach, Lienzer SK, SK Sturm, St. Ruprecht/Klagenfurt, Klagenfurter Turnerbund und MSK zu finden. Das Endergebnis dieser Meisterschaft war: Klagenfurter AC, Amateure SK Klagenfurt, Klagenfurter Turnverein, Villacher SV, Kaufmännischer SK Klagenfurt und SK Vorwärts Klagenfurt.
Im nächsten Jahr wurde der Villacher SV das erste Mal Meister, bevor der Klagenfurter AC den Meistertitel wiederholen konnte. In den nächsten zwei Jahren gelang es zwei anderen Klagenfurter Klubs, sich in die Meisterliste einzutragen: Klagenfurter SV und Kaufmännischer Amateur-SK, bevor der Villacher SV zum zweiten Mal Meister wurde. Von 1928 bis 1936 startete der SK Austria Klagenfurt eine Siegesserie, die nur 1929 vom Klagenfurter AC unterbrochen wurde.
1938–1945 1. Klasse und Gauliga Kärnten (Fußball in der Kriegszeit)
| Saison                                                                                            | Meister                   |
| 1. Klasse Kärnten                                                                                 | 1. Klasse Kärnten         |
| ------------------------------------------------------------------------------------------------- | ------------------------- |
| 1938/39                                                                                           | Klagenfurter AC           |
| 1939/40                                                                                           | Villacher SV              |
| 1940/41                                                                                           | Villacher SV              |
| 1941/42                                                                                           | LSV Klagenfurt            |
| 1942/43                                                                                           | Villacher SV              |
| Gauliga Kärnten                                                                                   |                           |
| 1943/44 – 1944/45 K1 K2                                                                           | Abbruch der Meisterschaft |
| K1 Änderung des Meisterschaftsmodus und Umbenennung der Liga. K2 Meisterschaft wurde abgebrochen. |                           |

Während der Kriegszeit erspielte der Klagenfurter AC, dreimal der Villacher SV und der Luftwaffen-Sportvereinigung Klagenfurt den Meistertitel. ab 1943 konnte keine Meisterschaft wegen des Krieges durchgeführt werden oder die begonnenen Meisterschaften wurden abgebrochen.
1946–1949 1. Klasse und Kärntner Liga (1. Spielklasse in Kärnten)
| Saison                                                        | Meister               |
| 1. Klasse Kärnten                                             | 1. Klasse Kärnten     |
| ------------------------------------------------------------- | --------------------- |
| 1946 K1                                                       | Villacher SV          |
| 1946/47                                                       | ASK Klagenfurt        |
| 1947/48                                                       | Klagenfurter AC       |
| Kärntner Liga                                                 |                       |
| 1948/49 K1                                                    | SK Austria Klagenfurt |
| K1 Änderung des Meisterschaftsmodus und Umbenennung der Liga. |                       |

Mit der am 31. Juli 1949 einstimmig durch den Österreichischen Fußball-Bund beschlossenen Umwandlung der Ersten Klasse in die Liga A in der Saison 1949/50, welche erstmals seit Kriegsende wieder als Profi-Liga konzipiert war, kam es auch zu einer Änderung der Klasseneinteilung im Amateurfußball. Die zweite Leistungsstufe bildeten die Amateurbewerbe der Landesverbände sowie die professionelle Liga B. Vorerst war die Meisterschaft in Kärnten im Frühjahr 1946 auf vier Teams beschränkt, welche nur in einer Hinrunde gegeneinander spielten. Der Villacher SV holte sich ungeschlagen diesen Titel. Ab der Saison 1946/47 gab es bereits eine etwas ausgedehntere Meisterschaft, wobei die höchste Spielklasse Kärntens die Bezeichnung „1. Klasse“ trug. Die erste Runde wurde am 8. September 1946 gespielt. Auch 1947/48 gab es dieselbe Benennung, 1948/49 hieß sie „Liga“. Nach dem Villacher SV wurden noch ASK Klagenfurt, Klagenfurter AC und SK Austria Klagenfurt, also vier verschiedene Vereine nach dem Zweiten Weltkrieg Meister in Kärnten.
1949–1959 1. Klasse A und B bis Kärntner Liga (3. Spielklasse)
| Saison | Meister                                                         |
| 1. Klasse A und B Ober- und Unterkärnten                                                                            | 1. Klasse A und B Ober- und Unterkärnten                        |
| --- | --------------------------------------------------------------- |
| 1949/50 K1 | Gruppe A: ESV Villach AT Gruppe B: ESV Rot-Weiß Klagenfurt      |
| 1950/51 | Gruppe A: SV Spittal/Drau Gruppe B: Klagenfurter AC AT          |
| 1951/52 | Gruppe A: ATUS Radenthein AT Gruppe B: SK Austria Klagenfurt AT |
| Kärntner Liga |                                                                 |
| 1952/53 K1 | SV St. Veit                                                     |
| 1953/54 | FC Seebach                                                      |
| 1954/55 | SK Magdalen                                                     |
| 1955/56 | WSG Ferndorf                                                    |
| 1956/57 | ESV Admira Villach                                              |
| 1957/58 | Postsport Klagenfurt                                            |
| 1958/59 | SV Rapid Lienz                                                  |
| K1 Änderung des Meisterschaftsmodus und Umbenennung der Liga. AT Aufsteiger in die Tauernliga und Kärntner Meister. |                                                                 |

Am 13. Mai 1949 beschloss der Kärntner Fußballverband, nicht an der „Staatsliga“ teilzunehmen, sondern in einer so genannten „Tauernliga“ mit dem Salzburger Verband eine Meisterschaft der fünf besten Teams beider Bundesländer auszutragen. Mit den Salzburgern, die schon seit fast 40 Jahren traditionelle Spielpartner von Kärntner Mannschaften waren, war schon 1946 über eine gemeinsame Liga nachgedacht worden.
Warum dies alles sich so entwickelte, dass man in Kärnten eigene Wege geht, ist nicht restlos zu klären. Wie der von Mitarbeitern des Kärntner Landesarchivs herausgegebene Begleitband Nach_Spielzeit (Seite 46) ausführt, ist auch jenes Argument nicht stichhaltig, dass Kärnten verkehrstechnisch zu sehr abseits lag und sich daher die anderen Länder gegen eine Teilnahme Kärntens aussprachen. Auch, dass Kärnten von Wien aus benachteiligt wurde, kann – zumindest für die Entstehungsphase der Tauernliga – nicht behauptet werden. Vielmehr scheint ein Phänomen für die Sonderrolle Kärntens im Fußballsport der Jahre 1949 bis 1960 verantwortlich zu sein, welches sich im Folgenden darstellen lässt: Der Kärntner Fußball wuchs sehr schnell in die Breite. An zahlreichen Orten gab es Vereine, die zwar in der Lage waren, bei Kärntner Meisterschaften eine bedeutende Rolle zu spielen, die aber aufgrund ihres Umfelds und ihrer Struktur kaum oder nur unter größten Anstrengungen an die Spitze kommen konnten. Die Industrialisierung des Landes führte in Kärnten auch zu einer Art Regionalisierung des Fußballs. Nun waren nicht mehr nur Klagenfurt und Villach allein die Zentren, sondern auch in Radenthein, Spittal, später auch in Ferndorf, Wolfsberg und St. Veit wurde Spitzenfußball im regionalen Rahmen geboten. Demgegenüber büßten z. B. die Klagenfurter Vereine einiges an Bedeutung ein, weil die Kräfte kaum konzentriert wurden – in Klagenfurt und Villach spielten später je 3 Vereine in der Tauernliga Süd. Der Kärntner Weg waren zwar viele größere Regionalklubs, die aber – auf Österreich umgelegt – nur Mittelmaß waren. Erst 1952 änderte sich auch etwas im Stimmrechtssystem der Kärntner Vereine."
Am 21. August 1949 wurde die erste Runde dieser „Tauernliga“ gestartet, aus der letztlich der Villacher SV als erster Meister hervorging. Die übrigen besseren Teams in Kärnten spielten in einer „1. Klasse A“ (auch „Gruppe Oberkärnten genannt) und einer“1. Klasse B („Gruppe Unterkärnten“).
Für drei Jahre hielt dieses System, ab 1952/53 wurde eine eingleisige „Liga“ ins Leben gerufen. Mittlerweile hatte sich natürlich auch die Zahl der teilnehmenden Vereine vergrößert, so dass es als weitere sportliche Anreize die „1. Klassen“ nun der Mittelschicht im innerkärntnerischen Fußballgeschehen zugedacht war.
Was das Geschehen um die Tauernliga und das Verhältnis des Kärntner Verbandes (KFV) zum Österreichischen Fußball-Bund, in der Folge „ÖFB“ genannt, betrifft, ist den Ausführungen des vorzitierten Werkes Nach_Spielzeit wie folgt zu entnehmen:

„06.1950: zwar wird nun vom ÖFB mit der so genannten, ebenfalls professionellen "B-Liga" eine zweite österreichweite Leistungsstufe eingeführt, doch der KFV manövriert sich noch mehr ins Aus. Allerdings kommt der ÖFB bei der Schaffung dieser "B-Liga" den Bundesländern nicht entgegen, denn sie sollte vorerst nur aus den Mannschaften der Wiener II. Klasse und der Landesliga von NÖ, OÖ und Steiermark bestehen, wobei die Teilnahme von Mannschaften aus anderen Bundesländern nicht ausgeschlossen sein würde. Der VSV als aktueller Tauernligameister möchte in die Staatsliga B, doch wird er vom KFV mit einem Votum von 8:2 gegen dieses Vorhaben zum Verzicht gezwungen, weil Kärnten keinen Vertreter für diese B-Liga nominieren will. Es gibt mehrere Beschlussansätze, die einmal für und einmal gegen die Staatsliga B sind. Bei der KFV-Vorstandssitzung vom 31.07.1950 kommt es zu einer Patt-Stellung mit 5:5 Stimmen, wonach KFV-Präsident Paul Jobst von seinem Dirimierungsrecht Gebrauch macht und die Beibehaltung der Tauernliga herbeiführt. Nur 2 Monate später, im September, beabsichtigt der KFV jedoch, "auf jeden Fall an der Staatsliga B teilnehmen zu wollen". Doch nun lehnt der ÖFB ab, und in der Folgezeit werden KFV-Anträge auf Eingliederung (1952), Dreiteilung der Liga (1954) und Schaffung einer "Westliga" (1957) abgewiesen. Dabei wäre der ÖFB dem KFV anfangs entgegengekommen, indem der Tauernligameister noch direkt um den Aufstieg in die Staatsliga hätte spielen können, während demgegenüber die Meister von Tirol und Vorarlberg noch eine Qualifikation zu absolvieren hatten. Die Tauernliga ist somit zwar eine Art zweite Leistungsstufe, aber auch wieder nicht, denn der Meister muss 2 Qualifikationsrunden mit Hin- und Rückspielen bestehen. Zuerst muss er den Sieger der "Alpenliga" (also das aus der Qualifikation der Meister zwischen Tirol und Vorarlberg hervorgegangene Team) eliminieren, somit erst einmal "Westmeister" werden, ehe er gegen den Zweiten (später den Dritten) der "B-Liga" zu spielen hat.“

Am 29. Juli 1955 wurde die Teilung der „Tauernliga“ in eine „Nord“ (für Salzburg) und eine „Süd“ (für Kärnten) beschlossen. In einem ersten Finale traf dann der Erste von „Süd“ auf den Ersten von „Nord“ – nur im Falle eines Sieges des „Nord“-Meisters musste dieser noch gegen den Ersten von „Süd“ um den Tauernliga-Titel spielen; war der „Süd“-Meister gleich erfolgreich, war er bereits Tauernliga-Meister und Qualifikant für die Staatsliga A.
1959–1974 Kärntner Liga (3. Spielklasse)
| Saison                                                        | Meister               |
| Kärntner Liga                                                 | Kärntner Liga         |
| ------------------------------------------------------------- | --------------------- |
| 1959/60 K1                                                    | SK Austria Klagenfurt |
| 1960/61                                                       | WSG Ferndorf          |
| 1961/62                                                       | Villacher SV          |
| 1962/63                                                       | WSG Ferndorf          |
| 1963/64                                                       | Klagenfurter AC       |
| 1964/65                                                       | Villacher SV          |
| 1965/66                                                       | WSG Ferndorf          |
| 1966/67                                                       | SK Magdalen           |
| 1967/68                                                       | Wolfsberger AC        |
| 1968/69                                                       | SV Rapid Lienz        |
| 1969/70                                                       | Villacher SV          |
| 1970/71                                                       | WSG Ferndorf          |
| 1971/72                                                       | SK Magdalen           |
| 1972/73                                                       | SV St. Veit           |
| 1973/74                                                       | SCA St. Veit          |
| K1 Änderung des Meisterschaftsmodus und Umbenennung der Liga. |                       |

Mit dem ÖFB-Beschluss anlässlich seiner Länderkonferenz vom 26. April 1959, eine 3-teilige Regionalliga einzuführen, verbesserte sich das Fußballgeschehen in Kärnten. Am 7. Juli 1959 wurde in Leoben die „Regionalliga Mitte“ („RLM“) gegründet, allerdings gab es nur einen Kärntner Klub, nämlich die WSG Radenthein. Die Salzburger Klubs spielten vorläufig weiterhin in der „Tauernliga Nord“ und die Tiroler und Vorarlberger Klubs in der „Arlbergliga“, und erst ab 1960/61 gab es die „Regionalliga West“.
In Kärnten war alles eingerostet, Austria Klagenfurt hatte sich nur mehr am Stand bewegt, beim Klagenfurter AC wurde mehr Wert auf Eishockey gelegt. Man hat auch im Laufe der Zeit einsehen müssen, dass selbst, wenn Austria Salzburg nach dem Aufstieg gleich wieder abgestiegen ist, und sich dieser Prozess wiederholte, so hatten die Salzburger viel gelernt – die Kärntner mussten feststellen, dass „in Salzburg schneller gespielt wird“.
Durch die neuen Perspektiven mit der möglichen Teilnahme an der Staatsliga A (als Regionalliga-Meister gab es den Direktaufstieg) stellten die besten Kärntner Klubs eine professionellere Basis her, auch die Jugendarbeit wurde sowohl beim KFV als auch bei den Vereinen verstärkt.
Mit der Einführung der „RLM“ wurde die bisherige „Liga“ ab 1959/60 „Kärntner Liga“ genannt. Die erste „RLM“ 1959/60 umfasste nur 11 Vereine, SV Stickstoff Linz (auch als „SVS Linz“ bekannt) wurde erster Meister, Radenthein landete auf Rang 3. – Es gab auch im „Unterhaus“ des KFV entsprechende Änderungen mit der Einführung einer sich über das gesamte Bundesland erstreckenden „Unterliga“ und nun einer „1. Klasse West“ und einer „1. Klasse Ost“. Eine weitere große Reform wurde vor der Saison 1967/68 realisiert: Die „Unterliga“ wurde zweigeteilt („West“ und „Ost“), die 1. Klassen auf 4 Gruppen erweitert, die 2. Klassen liefen schon seit langer Zeit in 4 Gruppen.
Da die „RLM“ gemeinsam von den Verbänden Kärntens, Oberösterreichs und der Steiermark organisiert wurde, war jedenfalls die Kärntner Landesliga drittklassig geworden. Daran änderte sich auch bei der Einführung der bundesweiten 2. Bundesliga im Jahr 1974 nichts, denn im Gegenzug entfiel die „RLM“. Die Vereine der weiterhin drittklassigen Landesligen Kärnten, Oberösterreich und Steiermark spielten den Aufsteiger in die 2. Bundesliga in einer Relegationsrunde aus.
1974–1994 Kärntner Liga (3. Spielklasse)
| Saison        | Meister        |
| Kärntner Liga | Kärntner Liga  |
| ------------- | -------------- |
| 1974/75       | SV St. Veit    |
| 1975/76       | SCA St. Veit   |
| 1976/77       | SK Magdalen    |
| 1977/78       | Wolfsberger AC |
| 1978/79       | SV Rapid Lienz |
| 1979/80       | SV Spittal     |
| 1980/81       | SV Spittal     |
| 1981/82       | SV Spittal     |
| 1982/83       | SV Rapid Lienz |
| 1983/84       | SV Feldkirchen |
| 1984/85       | Villacher SV   |
| 1985/86       | SV Feldkirchen |
| 1986/87       | SV Rapid Lienz |
| 1987/88       | Wolfsberger AC |
| 1988/89       | SV Feldkirchen |
| 1989/90       | Wolfsberger AC |
| 1990/91       | SVG Bleiburg   |
| 1991/92       | SAK Klagenfurt |
| 1992/93       | SAK Klagenfurt |
| 1993/94       | Wolfsberger AC |

In der Saison 1974/75 wurde die Bundesliga als neue erste Spielklasse eingeführt. Die Nationalliga, die bisher als erste Klasse fungierte, war die neue zweite Spielklasse. Die Regionalliga Mitte wurde abgeschafft. Dadurch blieb die Kärntner Liga die dritte Spielklasse. In dieser Zeit eroberten Wolfsberger AC, SV Rapid Lienz, SV Spittal, SV Feldkirchen dreimal, SAK Klagenfurt zweimal und SV St. Veit, SCA St. Veit, SK Magdalen, Villacher SV und SVG Bleiburg einmal den Meistertitel.
Seit 1994 Kärntner Liga (4. Spielklasse)
| Saison | Meister                                           |
| Kärntner Liga | Kärntner Liga                                     |
| --- | ------------------------------------------------- |
| 1994/95 K1 | SV Feldkirchen                                    |
| 1995/96 K2 | SK Austria Klagenfurt                             |
| 1996/97 | SV Rapid Lienz                                    |
| 1997/98 | FC St. Veit                                       |
| 1998/99 | BSV Bad Bleiberg                                  |
| 1999/2000 | SV Lendorf                                        |
| 2000/01 | FC Kärnten II 1                                   |
| 2001/02 | SAK Klagenfurt                                    |
| 2002/03 | SK St. Andrä                                      |
| 2003/04 | SV Feldkirchen                                    |
| 2004/05 | SAK Klagenfurt                                    |
| 2005/06 | FC Kärnten II 2                                   |
| 2006/07 | SVG Bleiburg                                      |
| 2007/08 | FC St. Veit                                       |
| 2008/09 | SC St. Stefan/Lavanttal                           |
| 2009/10 | SV Feldkirchen                                    |
| 2010/11 | Villacher SV                                      |
| 2011/12 | SV Feldkirchen                                    |
| 2012/13 | Wolfsberger AC II                                 |
| 2013/14 Kärnten: 2013/14 | ATSV Wolfsberg                                    |
| 2014/15 | Annabichler SV                                    |
| 2015/16 | ATUS Ferlach                                      |
| 2016/17 | Wolfsberger AC II                                 |
| 2017/18 | FC Lendorf                                        |
| 2018/19 | ATSV Wolfsberg                                    |
| 2019/20 | wegen COVID-19-Pandemie in Österreich abgebrochen |
| 2020/21 | SK Treibach                                       |
| 2021/22 | SV Dellach/Gail                                   |
| 2022/23 | ASK Klagenfurt                                    |
| 2023/24 | SK Treibach                                       |
| 2024/25 | ATUS Velden                                       |
| K1 Änderung des Meisterschaftsmodus und Umbenennung der Liga. K2 1995/96: Einführung der Dreipunkteregel. 1 FC Kärnten II in einer Spielgemeinschaft mit dem ASK Klagenfurt. 2 FC Kärnten II in einer Spielgemeinschaft mit dem FC Welzenegg. |                                                   |

Zur vierthöchsten Spielklasse für oberösterreichische Fußballvereine wurde die Landesliga, als die Regionalliga Mitte in der Saison 1994/95 unterhalb der 2. Division wiedereingeführt wurde.
Bis zum Jahr 2000 konnte sich sechs verschiedene Meister auf die Siegerliste eintragen: SV Feldkirchen, SK Austria Klagenfurt, SV Rapid Lienz, FC St. Veit, BSV Bad Bleiberg und SV Lendorf. Zwischen 2000 und 2010 wurde die 2. Mannschaft von FC Kärnten, SAK Klagenfurt und SV Feldkirchen zweimal und SK St. Andrä, SAK Klagenfurt, SVG Bleiburg, FC St. Veit und SC St. Stefan/Lavanttal einmal Meister. In den letzten Jahren eroberte dreimal die zweite Mannschaft von Wolfsberger AC und ATSV Wolfsberg, einmal Villacher SV, SV Feldkirchen, Annabichler SV, ATUS Ferlach und FC Lendorf den Meistertitel. Die Saison 2019/20 musste coronabedingt abgebrochen werden. 2020/21 wurde der SK Treibach zum ersten Mal Meister.

## Bezeichnung (Sponsor)
Die Landesliga in Kärnten hat zurzeit keinen Sponsor im Namen. Folgende Sponsoren beziehungsweise Namensänderungen hat die Landesliga in ihrer Namensgebung gehabt.
- 1. Klasse Kärnten: 1922–1942/43 und 1946–1947/48
- Gauliga Kärnten: 1943/44–1944/45
- (Kärntner) Liga: 1948/49
- 1. Klasse A und 1. Klasse B: 1949/50–1951/52
- Kärntner Liga: seit 1952/53

## Spielmodus, Landesligagröße
| | Anzahl Absteiger (nur KFV-Vereine) |    |    |    |    |    |
| | 0                                  | 1  | 2  | 3  | 4  | 5  |
| Staffelgröße vor Auf-/Abstieg | 16                                 | 16 | 16 | 16 | 16 | 16 |
| zuzüglich der Absteiger aus der Regionalliga Mitte | 16                                 | 17 | 18 | 19 | 20 | 21 |
| zuzüglich der Aufsteiger aus der Unterliga | 18                                 | 19 | 20 | 21 | 22 | 23 |
| abzüglich des Aufsteigers in die Regionalliga Mitte | 17                                 | 18 | 19 | 20 | 21 | 22 |
| abzüglich regelmäßigem Absteiger in die Unterliga | 16                                 | 17 | 18 | 19 | 20 | 21 |
| Staffelgröße nach regelmäßigem Auf- und Abstieg | 16                                 | 17 | 18 | 19 | 20 | 21 |
| zu erreichende Staffelgröße | 16                                 | 16 | 16 | 16 | 16 | 16 |
| Anzahl zusätzlicher Absteiger in die Unterliga | 0                                  | 1  | 2  | 3  | 4  | 5  |
| Hinweis: Es wurde nur die sportliche Qualifikation berücksichtigt, für Verzicht auf den Aufstieg oder sonstige Sonderfälle erlässt der KFV eigene Regelungen. |                                    |    |    |    |    |    |

Die Kärntner Liga ist ein nach dem Ligasystem ausgetragener Wettbewerb, an dem ab 2003/04 grundsätzlich 16 Vereine teilnehmen (vorher waren es meist 14, in der Saison 2002/03 15). Gespielt wird in 30 Meisterschaftsrunden, geteilt in jeweils eine Hin- und Rückrunde. Die Begegnungen sowie das Heimrecht werden zu Beginn der Saison ausgelost. Die nach dem 3-Punkte-System bestplatzierte Mannschaft erlangt neben dem Titel Kärntner Landesmeister auch das Recht zum Aufstieg in die Regionalliga Mitte, sofern er neben der sportlichen Qualifikation auch die Grundvoraussetzungen (bspw. Platzgröße, bestimmte Zahl von Nachwuchsmannschaften und lizenzierten Trainern) für eine Ligateilnahme nachweisen kann. Die Anzahl Absteiger aus der Kärntner Liga ist variabel und richtet sich nach der Anzahl der Mannschaften, die aus der Regionalliga Mitte in die Kärntner Liga absteigen. Außerdem besteht eine Abhängigkeit von der Anzahl der Absteiger aus der Ersten Liga in die Regionalliga Mitte sowie der Verbandszugehörigkeit der betreffenden Vereine. Zusammen mit den beiden Aufsteigern aus der fünfthöchsten Spielklasse, den beiden Meistern der Unterligen Ost und West, soll dabei immer die Staffelstärke von 16 Mannschaften erhalten bleiben. Es muss jedoch mindestens ein Verein aus der Kärntner Liga absteigen. Im Bedarfsfall könnten auch die Zweitplatzierten der Unterligen aufsteigen. Die bisherige Praxis zeigte, dass fast immer ein solcher Zweitplatzierter den Mitaufstieg schaffte. Lediglich 2007/08 mit den Zweitplatzierten SK Magdalen aus dem Westen und ASKÖ Köttmannsdorf aus dem Osten gab es keinen Aufstieg. Zwar spielten die beiden Mannschaften prophylaktisch die Relegationsmatches, wobei Köttmannsdorf die Oberhand mit einem Heim-1:0 und Auswärts-2:1 behielt, doch ein Verbandsbeschluss vom 19. Juni 2008 verwehrte den Unterkärntnern den Aufstieg: Der FC Kärnten als Absteiger aus der „Red Zac Liga“ (2. Division) durfte nämlich in der Kärntner Liga spielen. Zuletzt (2013/14) war es der FC St. Michael/Lavanttal aus der Unterliga Ost, der in einer Relegation gegen den Zweiten der Unterliga West, Union Raika Matrei, die Oberhand behielt. Kurios ist der Umstand, dass bislang bei all diesen Quali-Matches (inkl. der imaginären Qualifikation 2007/08) – bis auf eine Ausnahme (SC Landskron versus SV ASKÖ Ludmannsdorf 2012/13) – der Ost-Zweite den Aufstieg fixierte. Nach der Saison 2014/15 ist ein Aufstieg für Zweitplatzierte der Unterliga nicht vorgesehen.

Laut den ab 2017/18 geltenden Statuten sind die Landesligameister grundsätzlich wieder verpflichtet, in die Regionalliga aufzusteigen – das einige Jahre gegoltene Verzichtsrecht (der Meister konnte diesen innerhalb einer kurzen Frist nach Meisterschaftsende schriftlich bekanntgeben, wonach das Recht nach der Reihenfolge der Platzierungen fast auf alle übrigen Klubs der Liga, und auch auf den/die eventuellen Absteiger aus der Regionalliga – weiterging; lediglich der Liga-Letzte, der auf alle Fälle absteigen musste, besaß logischerweise dieses Recht nicht. Dieses Verzichtrecht war eingeführt worden, nachdem bereits andere Landesverbände ein solches festgelegt hatten) wurde zurückgenommen.
Ein freiwilliges Abstiegsrecht (dieses allerdings auch für alle weiteren Klassen) gibt es ebenso. Es bedarf innerhalb einer kurzen Frist nach Meisterschaftsende einer diesbezüglichen Meldung. Daraufhin wird die Mannschaft eine Stufe tiefer (im Falle der Landesliga also in der Unterliga) eingeteilt; bei einer nicht rechtzeitigen Meldung erfolgt die Einteilung automatisch um zwei Klassen tiefer. Solche (in der Vergangenheit bereits erfolgten) Verzichte haben meist den Mitaufstieg eines Tabellenzweiten (in noch tieferen Klassen sogar Tabellendritten) bewirkt.

## Teilnehmer
Folgende Vereine nahmen an der Saison 2024/25 teil:
| ATUS Velden ATSV Wolfsberg VST Völkermarkt SK Austria Klagenfurt II FC Lendorf | FC KAC 1909 SC St. Veit SV Spittal/Drau SAK Celovec/Klagenfurt SV Dellach/Gail | SVG Bleiburg SV Donau Klagenfurt ATUS Ferlach ASKÖ Köttmannsdorf SV St. Jakob/Rosental |

## Die Titelträger
Die Titelträger bis zur Saison 1944/45
8 Meistertiteln
SK Austria Klagenfurt (1928, 1930, 1931, 1932, 1933, 1934, 1935, 1936)
5 Meistertiteln
Villacher SV (1923, 1927, 1940, 1941, 1943)
Klagenfurter AC (1922, 1924, 1929, 1937, 1939)
1 Meistertitel
LSV Klagenfurt (1942)
Kaufmännischer Amateur-SK (1926)
Klagenfurter SV (1925)

Die Titelträger seit der Saison 1945/46
7 Meistertiteln
Wolfsberger AC (1968, 1978, 1988, 1990, 1994, 2013 M2, 2017 M2)
SV Feldkirchen (1984, 1986, 1989, 1995, 2004, 2010, 2012)
SV St. Veit (1953, 1973, 1974, 1975, 1976, 1998, 2008)
6 Meistertiteln
Villacher SV (1946, 1962, 1965, 1970, 1985, 2011)
SK Austria Klagenfurt (1949, 1952 M1, 1960, 1996, 2001 M3, 2006 M3)
SV Rapid Lienz (1959, 1969. 1979, 1983, 1987, 1997)
5 Meistertiteln
WSG Ferndorf (1956, 1961, 1963, 1966, 1971)
4 Meistertiteln
SAK Klagenfurt (1992. 1993, 2002, 2005)
SK Magdalen (1955, 1967, 1972, 1977)
3 Meistertiteln
SV Spittal (1980, 1981, 1982)
Klagenfurter AC (1948, 1951, 1964)
2 Meistertiteln
SK Treibach (2021, 2024)
ASK Klagenfurt (1947, 2023)
ATSV Wolfsberg (2014, 2019)
SV Lendorf (2000, 2018)
SVG Bleiburg (1991, 2007)
1 Meistertitel
| ATSU Velden (2025) SV Dellach/Gail (2022) ATUS Ferlach (2016) Annabichler SV (2015) SC St. Stefan/Lavanttal (2009) | BSV Bad Bleiberg (1999) Postsport Klagenfurt (1958) ESV Admira Villach (1957) FC Seebach (1954) ATUS Radenthein (1952) ESV Villach (1950) |

## Saisonen
| Saison 2013/14 |
| --- |
| Die Saison startete am 26. Juli 2013 und endete am 15. Juni 2014. |
| Teilnehmende Mannschaften - ATSV Wolfsberg - VST Völkermarkt - SG Steinfeld - SK Treibach - SV Feldkirchen - ASKÖ Gmünd (Aufsteiger) - FC Lendorf - SV Spittal/Drau - SK Maria Saal - ATUS Ferlach - ASKÖ Köttmannsdorf - SG Nessl Drautal - FC St. Veit/Glan - SVG Bleiburg - SG Annabichler Austria Amateure (Aufsteiger) - SC Landskron (Aufsteiger) |
| Bekannte Spieler - Jürgen Pichorner (SV Spittal/Drau) - Stephan Bürgler (ASKÖ Köttmannsdorf) - Christoph Morgenstern (FC Lendorf) - Almedin Hota (SG Annabichler Austria Amateure) - Christián Mpaka (SG Annabichler Austria Amateure) - Peter Pucker (SG Annabichler Austria Amateure) - Christian Sablatnig (SG Annabichler Austria Amateure)         |

| Pl.                      | Verein                              | Sp. | S | U | N | Tore    | Diff. | Punkte |
| ------------------------ | ----------------------------------- | --- | - | - | - | ------- | ----- | ------ |
| 1.                       | ATSV Wolfsberg                      | 7   | 6 | 0 | 1 | 014:700 | +7    | 18     |
| 2.                       | SK Treibach                         | 7   | 4 | 2 | 1 | 015:500 | +10   | 14     |
| 3.                       | SV Feldkirchen (A)                  | 7   | 3 | 4 | 0 | 010:300 | +7    | 13     |
| 4.                       | VST Völkermarkt                     | 7   | 4 | 1 | 2 | 010:600 | +4    | 13     |
| 5.                       | FC St. Veit/Glan                    | 7   | 4 | 1 | 2 | 011:900 | +2    | 13     |
| 6.                       | ASKÖ Gmünd (N)                      | 7   | 4 | 0 | 3 | 010:110 | −1    | 12     |
| 7.                       | SG Steinfeld                        | 7   | 3 | 2 | 2 | 018:130 | +5    | 11     |
| 8.                       | ATUS Ferlach                        | 7   | 2 | 2 | 3 | 011:100 | +1    | 08     |
| 9.                       | SK Maria Saal                       | 7   | 2 | 2 | 3 | 010:100 | ±0    | 08     |
| 10.                      | ASKÖ Köttmannsdorf                  | 7   | 2 | 2 | 3 | 009:100 | −1    | 08     |
| 11.                      | FC Lendorf                          | 7   | 2 | 2 | 3 | 008:900 | −1    | 08     |
| 12.                      | SV Spittal/Drau                     | 7   | 2 | 2 | 3 | 010:150 | −5    | 08     |
| 13.                      | SG Nessl Drautal                    | 7   | 1 | 4 | 2 | 007:110 | −4    | 07     |
| 14.                      | SVG Bleiburg                        | 7   | 1 | 2 | 4 | 007:100 | −3    | 05     |
| 15.                      | SG Annabichler Austria Amateure (N) | 7   | 1 | 2 | 4 | 008:150 | −7    | 05     |
| 16.                      | SC Landskron (N)                    | 7   | 1 | 0 | 6 | 007:210 | −14   | 03     |
| Stand: 5. September 2013 |                                     |     |   |   |   |         |       |        |

| (A) | Absteiger aus Regionalliga Mitte |
| (N) | Aufsteiger aus Unterliga         |

| Pl.                      | Verein                              | Sp. | S | U | N | Tore    | Diff. | Punkte |
| ------------------------ | ----------------------------------- | --- | - | - | - | ------- | ----- | ------ |
| 1.                       | ATSV Wolfsberg                      | 7   | 6 | 0 | 1 | 014:700 | +7    | 18     |
| 2.                       | SK Treibach                         | 7   | 4 | 2 | 1 | 015:500 | +10   | 14     |
| 3.                       | SV Feldkirchen (A)                  | 7   | 3 | 4 | 0 | 010:300 | +7    | 13     |
| 4.                       | VST Völkermarkt                     | 7   | 4 | 1 | 2 | 010:600 | +4    | 13     |
| 5.                       | FC St. Veit/Glan                    | 7   | 4 | 1 | 2 | 011:900 | +2    | 13     |
| 6.                       | ASKÖ Gmünd (N)                      | 7   | 4 | 0 | 3 | 010:110 | −1    | 12     |
| 7.                       | SG Steinfeld                        | 7   | 3 | 2 | 2 | 018:130 | +5    | 11     |
| 8.                       | ATUS Ferlach                        | 7   | 2 | 2 | 3 | 011:100 | +1    | 08     |
| 9.                       | SK Maria Saal                       | 7   | 2 | 2 | 3 | 010:100 | ±0    | 08     |
| 10.                      | ASKÖ Köttmannsdorf                  | 7   | 2 | 2 | 3 | 009:100 | −1    | 08     |
| 11.                      | FC Lendorf                          | 7   | 2 | 2 | 3 | 008:900 | −1    | 08     |
| 12.                      | SV Spittal/Drau                     | 7   | 2 | 2 | 3 | 010:150 | −5    | 08     |
| 13.                      | SG Nessl Drautal                    | 7   | 1 | 4 | 2 | 007:110 | −4    | 07     |
| 14.                      | SVG Bleiburg                        | 7   | 1 | 2 | 4 | 007:100 | −3    | 05     |
| 15.                      | SG Annabichler Austria Amateure (N) | 7   | 1 | 2 | 4 | 008:150 | −7    | 05     |
| 16.                      | SC Landskron (N)                    | 7   | 1 | 0 | 6 | 007:210 | −14   | 03     |
| Stand: 5. September 2013 |                                     |     |   |   |   |         |       |        |

| (A) | Absteiger aus Regionalliga Mitte |
| (N) | Aufsteiger aus Unterliga         |